# Instituto de Cultura Puertorriqueña
El Instituto de Cultura Puertorriqueña (ICP) es una institución gubernamental puertorriqueña responsable de establecer la política cultural con el propósito de contribuir a conservar, promover, enriquecer y divulgar los valores culturales de Puerto Rico. Su actual sede es el Asilo de Beneficencia, en el Barrio Ballajá del Viejo San Juan en la ciudad capital de San Juan.

## Historia
El Instituto fue creado por la Ley 89, el 21 de junio de 1955, e inició sus funciones en noviembre de 1955. El proyecto legislativo de su creación fue radicado en la Cámara de Representantes de Puerto Rico por su presidente el licenciado Ernesto Ramos Antonini, gestor de la medida y cofundador del ICP y del Partido Popular Democrático. La exposición y defensa estuvo a cargo del representante Jorge Font Saldaña. Su primer director ejecutivo fue el doctor Ricardo Alegría. Su junta de directores estaba compuesta de José Buitrago, Arturo Morales Carrión, Enrique Laguerre, Teodoro Vidal, Eugenio Fernández Méndez, Luis Muñoz Marín, Salvador Tió y José Trias Monge.

## Servicios y programas
En términos generales, la estructura organizativa del Instituto responde a las funciones que la ley le asigna. Varios programas atienden los siguientes aspectos especializados de la cultura: fomento de las artes, las artes plásticas, el arte popular, la arqueología, los museos y los parques, los monumentos y las zonas históricas, la música, las publicaciones y las grabaciones, el teatro y la danza, el Archivo General y la Biblioteca General; y extiende su gestión de promoción cultural por toda la Isla, a través de los Centros Culturales, organizaciones autónomas en los pueblos.

## Red de museos
Su red de museos está compuesta de los siguientes:

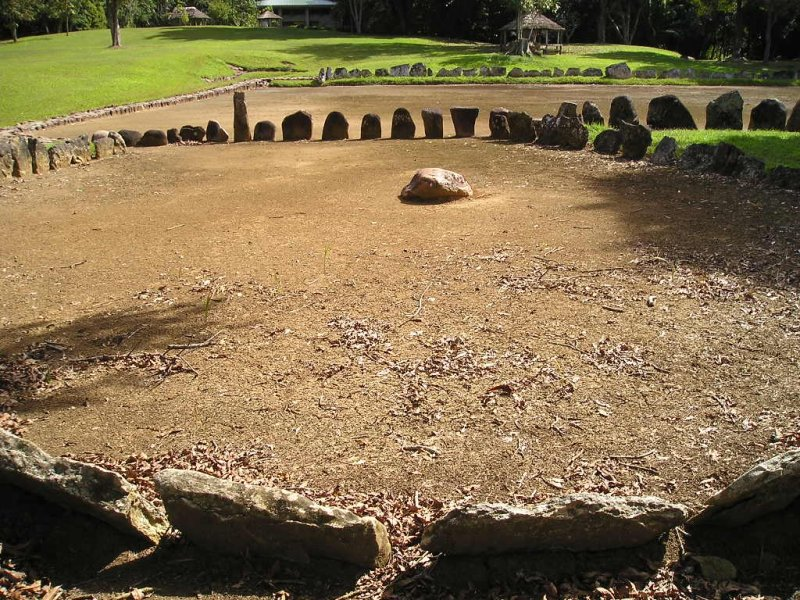
Centro Ceremonial Indígena de Caguana, parte de la Red de Museos del ICP.

- Casa Luis Muñoz Rivera - Barranquitas
- Mausoleo Luis Muñoz Rivera - Barranquitas
- Museo y Parque Histórico Ruinas de Caparra - Guaynabo
- Museo de Arte Religioso Santo Domingo de Porta Coeli - San Germán
- Casa de la Familia Puertorriqueña del Siglo XIX - San Juan
- Museo de la Farmacia - San Juan
- Museo de Nuestra Raíz Africana - San Juan
- Museo José Celso Barbosa - Bayamón
- Museo Casa Blanca - San Juan
- Casa Wiechers-Villaronga - Ponce
- Casa de la Masacre de Ponce - Ponce
- Museo de la Música Puertorriqueña (Casa Serrallés) - Ponce
- Centro Ceremonial Indígena de Caguana - Utuado
- Museo Fuerte Conde de Mirasol - Vieques
- Casa Cautiño - Guayama
- Casa Jesús T. Piñero - Canóvanas
- Galería Nacional y Sala José Campeche
- Fortín San Jerónimo del Boquerón - San Juan